# نهر بيرل
نهر بيرل (بالإنجليزية: Pearl River) هو نهر في ولايتي ميسيسيبي ولويزيانا بالولايات المتحدة. يتشكل النهر في مقاطعة نيشوبا من خلال التقاء نهري ناني وييا وتالاهاغا، ويبلغ طوله المتعرج 444 ميل (715 كـم). يشكل الجزء السفلي من النهر جزءًا من الحدود بين ميسيسيبي ولويزيانا. تحتوي مستجمعات المياه في النهر على مساحات كبيرة من مستنقعات الأخشاب الصلبة ومستنقعات السرو، مما يوفر موطنًا للعديد من أنواع الحياة البرية، بما في ذلك سمك الحفش والدببة السوداء. مؤخرا في عام 2008، ورد أن نقار الخشب ذو المنقار العاجي المهددة بالانقراض قد شوهدت هنا. يخلق مصب النهر موطنًا هامًا للأهوار على طول تدرجات الملوحة، والتي كانت موضوع العديد من الدراسات العلمية. يعتبر واحدا من أكثر المناطق أهمية في الموائل الطبيعية المتبقية في لويزيانا.
تقع عاصمة ميسيسيبي وأكبر مدنها، جاكسون، على طول الروافد العليا للنهر. كما تقع معظم المدن على طول النهر، بدءًا من فيلادلفيا في الشمال.

## الروافد

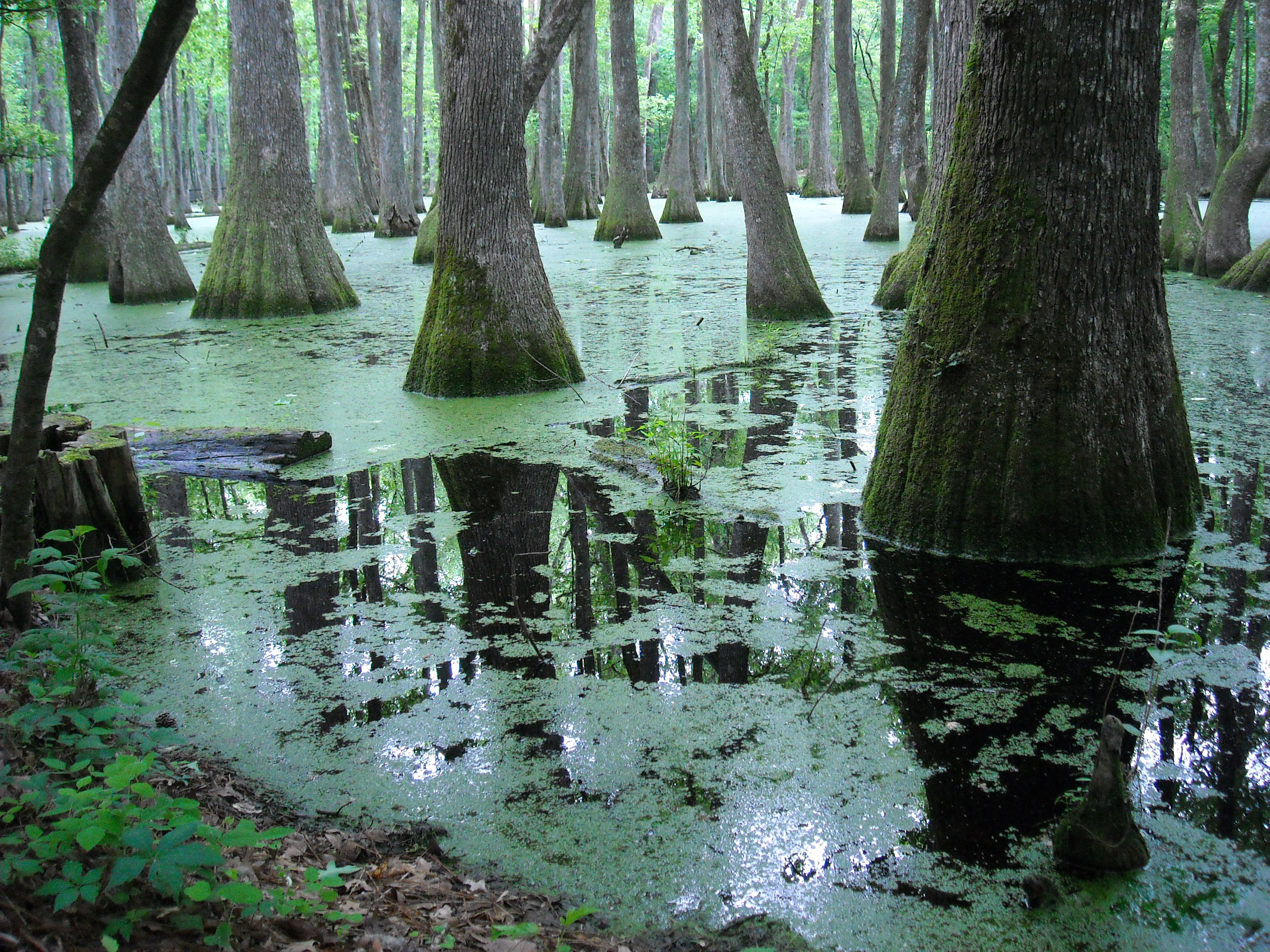
مستنقعات نهر بيرل في ولاية ميسيسيبي

يُعد نهرا يوكانوكاني وسترونج روافد على الجزء العلوي من النهر شمال جاكسون، تتغذى أيضًا جداول لوبوتشا وتوسكولاميتا وبيلاتشي كروافد في هذه المنطقة. في عام 1924، تم إحداث قناة بطول 24 ميلًا بنهر توسكولاميتا كما تم إحداث أخرى على نهر يوكانوكاني بطول 36 ميلًا، وتم الانتهاء منها في عام 1928.
شمال شرق جاكسون، تم تشكيل خزان روس بارنيت بواسطة سد تم بناءه عام 1962. يبلغ متوسط هطول الأمطار السنوي حوالي 52 بوصة في الثلث العلوي من الحوض، وتحت جاكسون، يزداد هطول الأمطار في الحوض إلى 64 بوصة أو أكثر، مما يساهم في زيادة تصريف نهر بوغو شيتو.
يعتبر نهر بوغو شيتو رافداً رئيسياً في القسم السفلي من نهر بيرل. يبلغ متوسط تصريفه إلى النهر السفلي ما يقرب من ستة أضعاف متوسط تصريف المياه المنخفضة لنهر بيرل في منطقة جاكسو، وذلك وفقًا لتقرير حكومي صدر عام 1936 عن لجنة التخطيط في ميسيسيبي. وفي غرب بيكايون على بعد حوالي 50 ميل (80 كـم) يقع مصب النهر.
يصب نهر بيرل في بحيرة بورن، حيث تلتقي قناة نهر بيرل المجروفة بممر الخليج المائي الداخلي. يتدفق التفريغ شرقًا عبر غراند أيسلاند عبر ممر سانت جو وفي نهر مسيسيبي صوند. يتدفق نهر ويست بيرل إلى ريجوليتس، ومن ثم إلى بحيرة بورن. كلا التفريغ يصل في نهاية المطاف إلى خليج المكسيك. يُعد نهر بيرل بمثابة 115 ميل (185 كـم) حدود الأنهار للولايات الأمريكية بين ولايتي ميسيسيبي ولويزيانا في نطاقها السفلي بالقرب من خليج المكسيك.
يوفر نهر بيرل المياه المستقبلة لمحطة معالجة مياه الصرف الصحي في شارع سافانا في مدينة جاكسون. التي تقع على بعد 180 ميل (290 كـم) من مصب النهر.

## مدن نهر بيرل

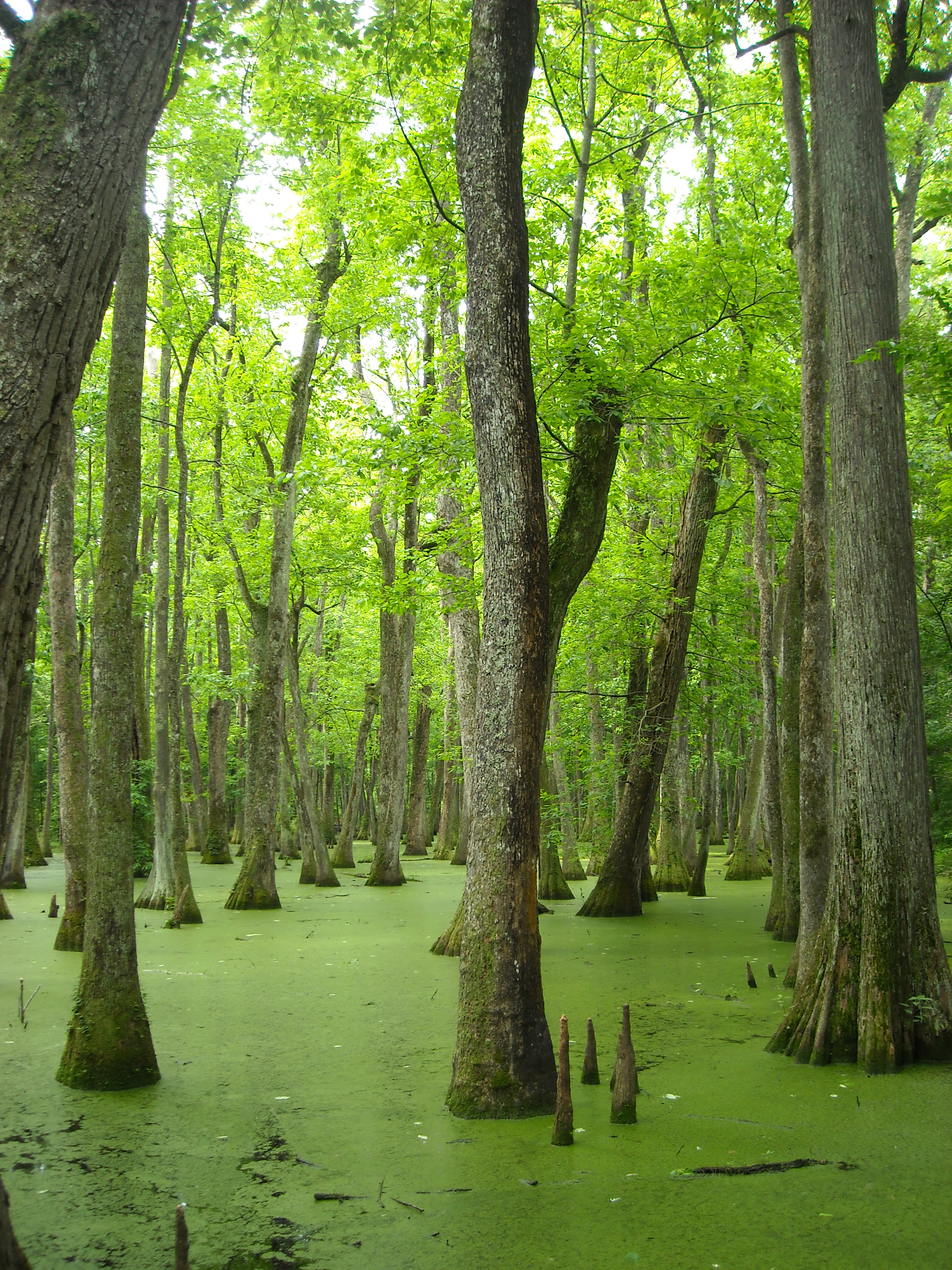
نهر بيرل

تم تطوير المدن التالية (بالترتيب، من الشمال إلى الجنوب) على نهر بيرل أو بالقرب منه:
- فيلادلفيا، ميسيسيبي
- بيرل ريفر، ميسيسيبي - سميت على اسم النهر.
- قرطاج، ميسيسيبي
- جاكسون، ميسيسيبي
- فلوود، ميسيسيبي
- بيرل، ميسيسيبي - سميت على اسم النهر.
- جورج تاون، ميسيسيبي
- روكبورت، مسيسيبي
- مونتايسلو، ميسيسيبي
- كولومبيا، ميسيسيبي
- بوغالوسا، لويزيانا
- بيكايون، ميسيسيبي
- بيرلينغتون، ميسيسيبي - سميت على اسم النهر.
- بيرل ريفر، لويزيانا - سميت على اسم النهر.أكواخ عائمة على نهر بيرل، مقاطعة هانكوك، ميسيسيبي، 1907.

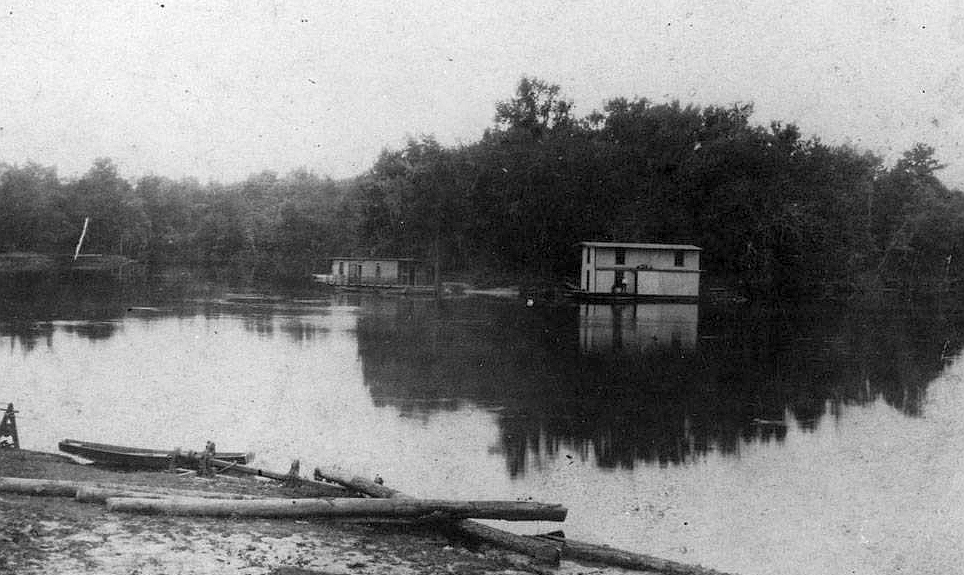
أكواخ عائمة على نهر بيرل، مقاطعة هانكوك، ميسيسيبي، 1907.

## الملاحة
كان الجزء السفلي من النهر صالحًا للملاحة من منصة براشير على مسار ناتشيز إلى مصبه. في عام 1827، كانت الحمولة المسجلة والمرخصة للشحن في نهر اللؤلؤة 750 طنًا. تم تغيير مبنى الجمارك في بيرل ريفر الذي كان على بعد عشرة أميال من داخل بلدة بيرلينغتون فيما بعد،  ولكن في عام 1904 تم الإبلاغ عن إجمالي 358 سفينة و 19869 طنًا عبرت المنطقة. نفذ فيلق القوات البرية الأمريكي الهندسي ثلاثة مشاريع ملاحية مهمة في حوض نهر بيرل. في عام 1880، أجاز الكونجرس 5 قدم (1.5 م) كقناة ملاحية على نهر بيرل الغربي من جاكسون إلى ريجوليتس. توقف هذا المشروع في عام 1922. ابتداء من عام 1910، تم حفر قناة من مصب نهر بيرل الشرقي إلى بحيرة بورن، وهو مشروع يتم الحفاظ عليه على أساس غير منتظم. في عام 1935، تمت الموافقة على مشروع نهر بيرل الغربي للملاحة. تم تجهيز القناة الملاحية من بوجالوزا إلى مصب نهر بيرل الغربي. يتضمن المشروع قناة بثلاثة حواجز. وضع فيلق المهندسين المشروع في وضع "تصريف الأعمال" في سبعينيات القرن الماضي بسبب انخفاض حركة المرور التجارية. استؤنفت أعمال جرف الصيانة في ديسمبر 1988. في الخمسينيات من القرن الماضي، تم إنشاء عتبات خرسانية تحت الماء للمساعدة في الحفاظ على مستويات المياه في قناة الملاحة. وقد منع هذا سمك الحفش الخليجي والأنواع المهاجرة الأخرى من الوصول إلى مناطق المنبع. تم إنشاء منحدر صخري في عام 2003 لمساعدة الأسماك على الإبحار فوق إحدى العتبات، ولكن الجمعيات البيئية تقترح مزيدًا من العمل للتخفيف من آثار مشروع الملاحة.
من المعروف أن بناء السدود والقنوات والحواجز وهياكل التحكم في المياه لها آثار سلبية للغاية على الأراضي الرطبة والخدمات البيئية التي تقدمها. على نحو متزايد، تتم إزالة هذه الهياكل الاصطناعية للسماح باستئناف أنشطة الأنهار الطبيعية. نهر باسكاجولا هو أحد الأنهار الجنوبية القليلة المتبقية ذات أنظمة المياه الطبيعية، وهو نموذج محتمل لاستعادة السهول الفيضية لنهر بيرل. في بوغالوزا، تم تسجيل مقياس لويزيانا للنهر في عامي 1983 و1987 حيث تم تسليم ما يقرب من 3.5 مليون طن متري و 2.5 مليون طن متري من الرواسب على التوالي.

## الأعاصير

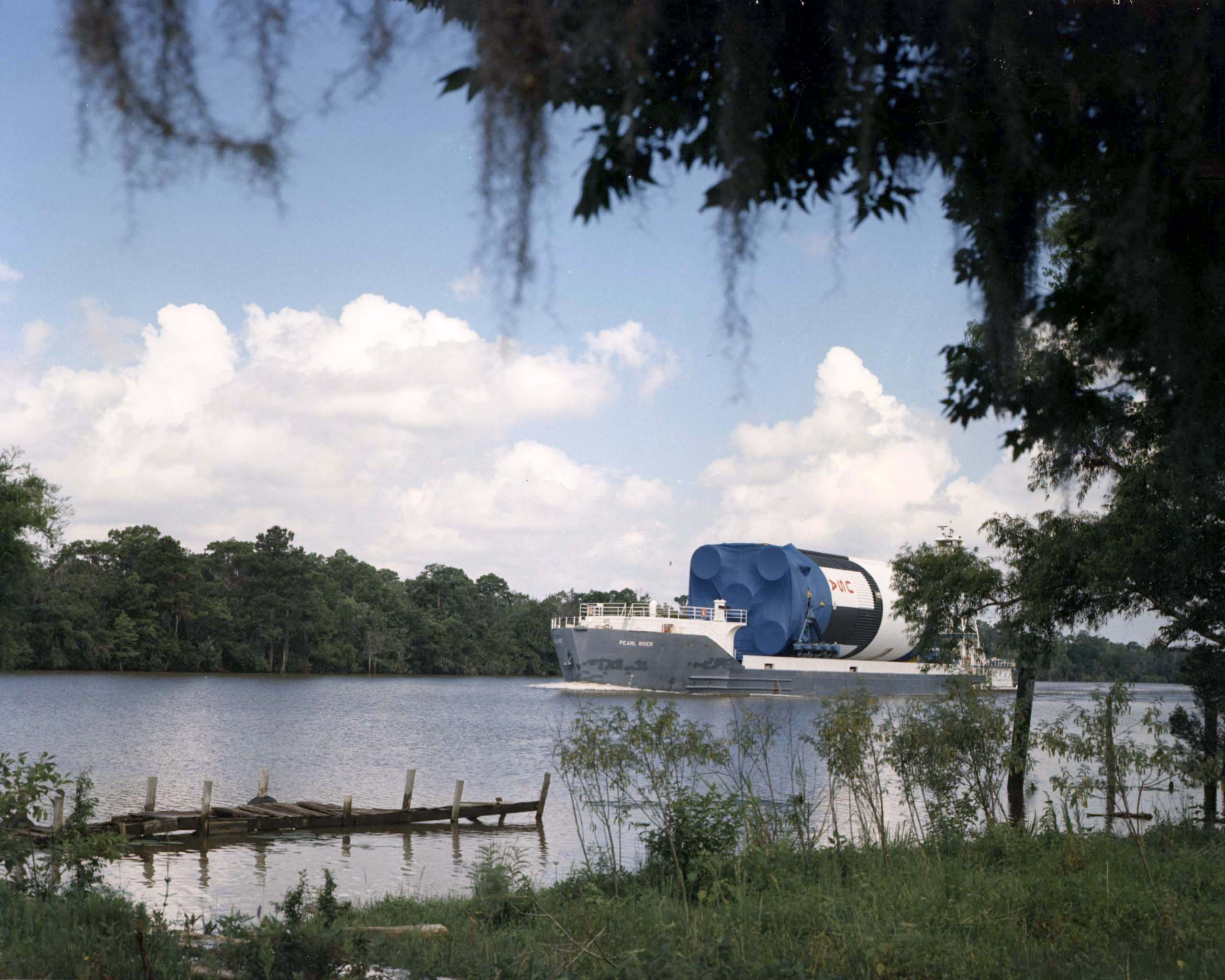
تم نقل المرحلة الأولى من ساتورن V بواسطة نهر بيرل أسفل نهر بيرل الشرقي في طريقها من مركز ستينيس الفضائي، الذي تم تسميته بعد ذلك بمختبرات تكنولوجيا الفضاء الوطنية ، إلى فلوريدا لإطلاقها.

تعتبر الأعاصير شكلا طبيعيا من أشكال الاضطرابات التي تشكل الأنهار ومستجمعات المياه على ساحل الخليج، وقد فعلت ذلك منذ آلاف السنين. كمثال حديث، تسبب إعصار كاترينا في 29 أغسطس 2005 في مزيد من التغيرات الطبيعية في نهر بيرل. سدت رواسب القاع ونباتات المستنقعات — بما في ذلك أشجار السرو والبلوط — مصب اللؤلؤة الغربية وأجزاء أخرى من القناة. قامت وزارة الحياة البرية ومصايد الأسماك في لويزيانا وغيرها من الوكالات بإزالة 27000 متر مكعب (35000 يارد³) من الحطام. ومع ذلك، فإن تراكم هذا الحطام الخشبي هو جزء طبيعي من النظم البيئية في السهول الفيضية بشكل عام، والأراضي الرطبة على وجه الخصوص، ويوفر موطنًا حيويًا للأنواع بما في ذلك الأسماك والسلاحف. ومن ثم، فإن هذا الاستخدام لأموال الدولة لإزالة الحطام كان بمثابة إنفاق على نشاط معروف بتأثيراته السلبية على مستجمعات المياه والأنواع البرية.

## روابط خارجية
- U.S. Geological Survey Geographic Names Information System: Pearl River
- هاينريش، بي في، 2005، أنظمة فلوفيل من العصر الجليدي والهولوسيني المتباين لنهر بيرل السفلي، لويزيانا وميسيسيبي، الولايات المتحدة الأمريكية. ملخصات الجمعية الجيولوجية الأمريكية مع البرامج، المجلد.37، رقم 2، ص.41.